# Großer Weserbogen

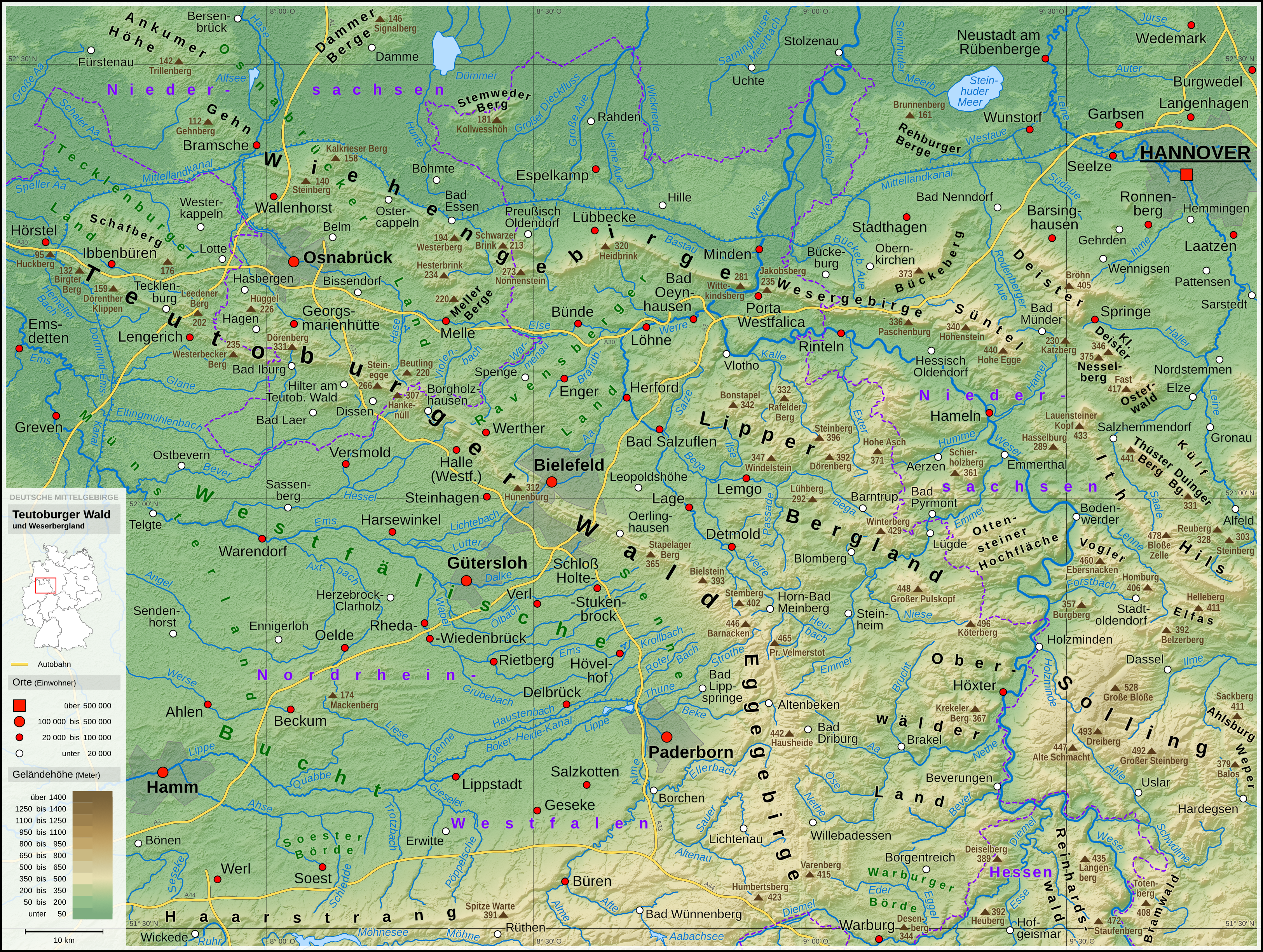
Weserbergland

Der Große Weserbogen ist eine Flussschleife der Weser bei der ostwestfälischen Stadt Bad Oeynhausen in Nordrhein-Westfalen.

## Lage

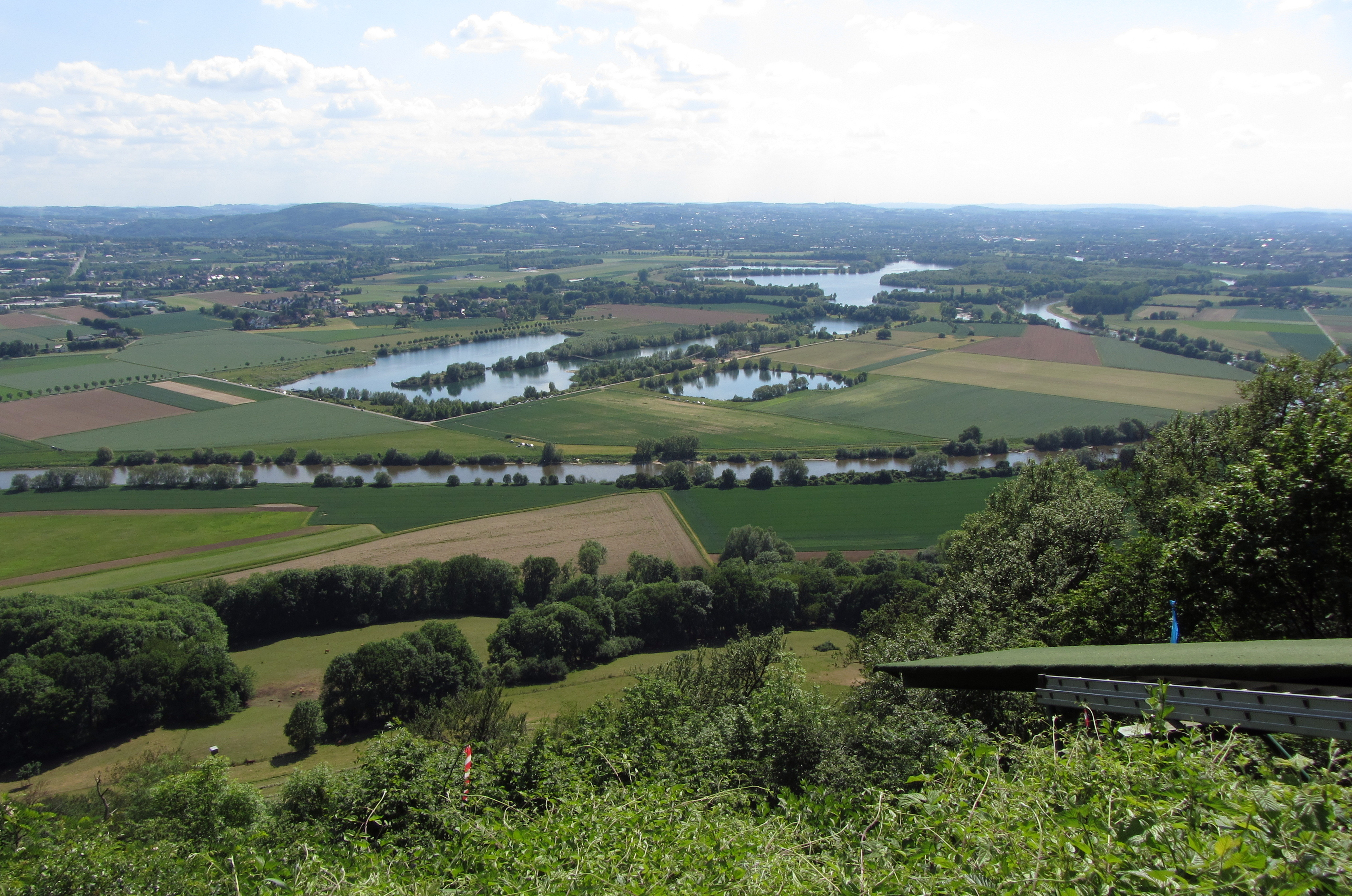
Blick von der Wittekindsburg (Wiehengebirge) auf die Weser und die Seenlandschaft am Großen Weserbogen. Im Hintergrund der Mittlere See (größter See).

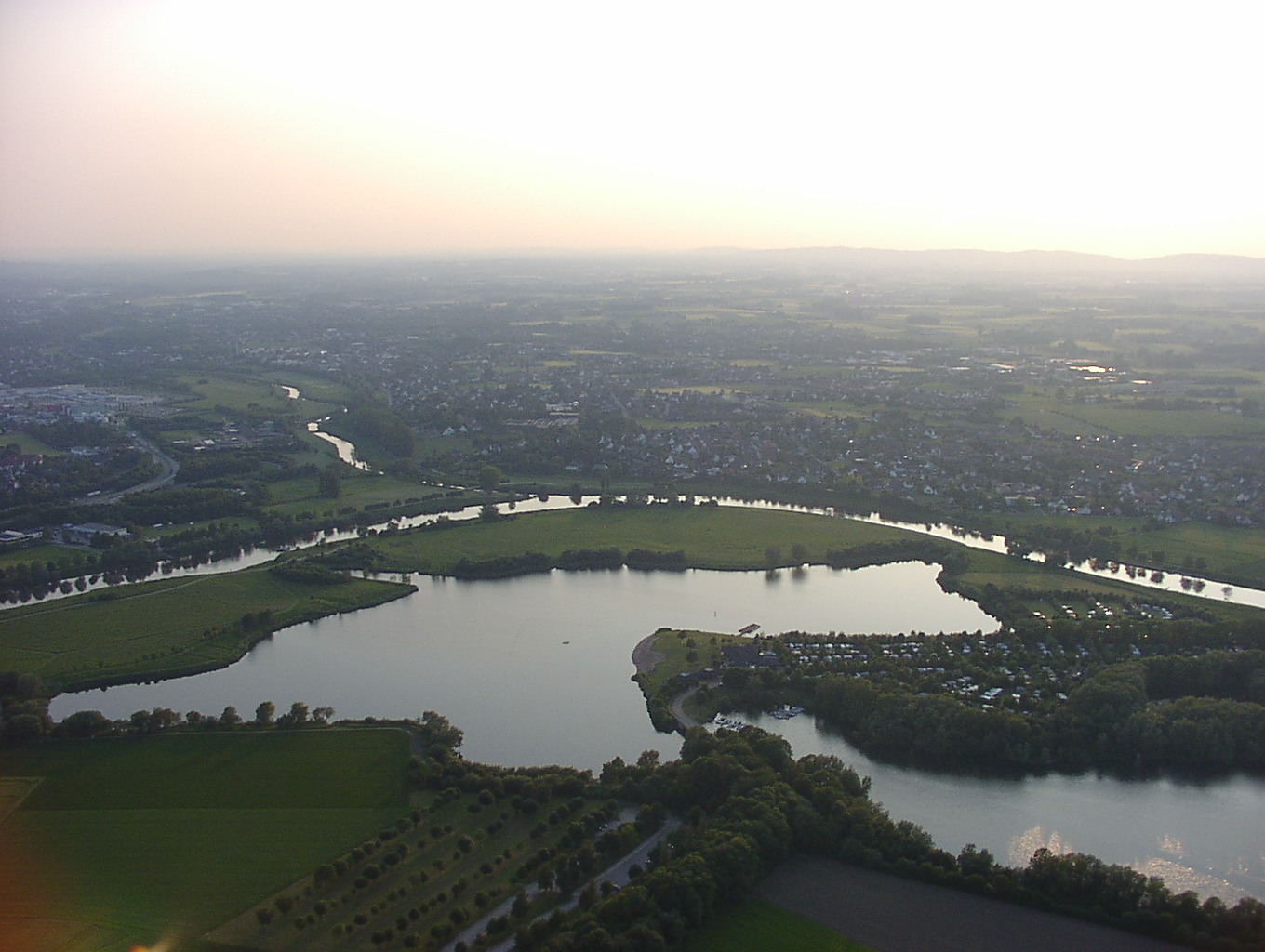
Großer Weserbogen: Mündung der Werre und Südlicher See

Der Große Weserbogen befindet sich mehrheitlich im nordöstlichen Nordrhein-Westfalen. Die Einleitung des Bogens beginnt bereits beim niedersächsischen Hessisch Oldendorf. Der Große Weserbogen ist der letzte Flussabschnitt der Oberweser. Die Weser fließt im Bereich der Oberweser in grob nördlicher Richtung durch das Weserbergland, wo ihr Lauf maßgeblich durch die Topographie des Geländes festgelegt ist, bevor sie unmittelbar nach dem Großen Weserbogen durch die Porta Westfalica die Mittelgebirgsregionen verlässt und im Abschnitt Mittelweser die norddeutsche Tiefebene durchströmt.
Der Weserbogen stellt sich als große die übliche Süd-Nord-Richtung aufbrechende Flussschleife dar. Die Weser bricht bei Hessisch Oldendorf aus ihrer bisherigen Fließrichtung weit nach Westen aus und fließt südlich von Süntel und Wesergebirge nördlich um die Erhebungen des Lipper Berglandes herum. Das zwischen Hessisch Oldendorf und Erder durchflossene Becken zwischen Süntel und Wesergebirge auf der einen und Lipper Bergland auf der anderen Seite wird nach der dort zentral an der Weser gelegenen Stadt Rinteln auch Rintelner Becken genannt. Bei Erder beginnt der charakteristischste Abschnitt des Weserbogens. Die Weser wendet hier ihre Fließrichtung für rund 2 Kilometer gen Südwesten, erreicht Vlotho, wendet dort den Lauf nach Nordwesten. Bei Vlotho windet sich die Weser durch ein enges Tal. Danach erreicht die Weser wieder flacheres Gelände. Etwa 10 Flusskilometer hinter Vlotho passiert die Weser die Kurstadt Bad Oeynhausen und nimmt im westlichsten Punkt des Bogens die Werre am sogenannten „Werre-Weser-Kuss“ auf. Im westlichsten Punkt des Bogens wendet die Weser erneut ihren Lauf zunächst Richtung Nordosten um dann bei Erreichen des von West nach Ost verlaufende Wiehengebirges an dessen südlicher Abdachung in östlicher Richtung vorbeizuströmen. Etwa 3 Kilometer folgt sie so dem Verlauf dieses Gebirges. Bei Porta Westfalica-Hausberge erreicht die Weser den Weserdurchbruch Porta Westfalica. Der Geländeeinschnitt zwischen Wiehen- und Wesergebirge ermöglicht der Weser wiederum ihren Lauf Richtung Norden zu wenden und die Mittelgebirge durch die Porta Westfalica zu verlassen.
Zwischen Erder und Hausberge legt die Weser eine Fließstrecke von über 20 Kilometern zurück. Die Luftlinie zwischen diesen beiden Orten beträgt nur rund sieben Kilometer.

## Entstehung
Zur Entstehung des Großen Weserbogens haben die topographischen und geologischen Begebenheiten genauso wie glaziale Vorgänge beigetragen.
Heute verläuft die Weser im letzten Abschnitt des Weserbogens im Urtal der Werre durch die Porta Westfalica. Bis zur Mitte der Elstereiszeit floss die Weser oberhalb von Hameln an Süntel und Deister vorbei nach Norden. Die Urwerre hingegen floss im heutigen Wesertal durch die Porta Westfalica. Die Urwerre ist vermutlich der Grund für die Entstehung der Porta Westfalica. Erst als die Eisschichten der letzten Elstereiszeit (vor rund 400.000 Jahren) abtauten, durchbrach die Weser die Keuperbarriere westlich von Hameln und konnte im heutigen Rintelner Becken und weiter im ursprünglichen Werre-Urtal verlaufen.
In der folgenden Saaleeiszeit wurde der Flussverlauf vor etwa 200.000 Jahren wiederum erheblich verändert. Gletscher versperrten den Weg durch die Porta Westfalica. Im Rintelner Becken wurde die Weser und die Werre zum Rintelner Stausee aufgestaut, dessen Überbleibsel Ton und Sande sind, die als Sediment abgelagert wurden. Ein Ausbrechen nach Westen und abfließen der Wassermassen durch das Osnabrücker Tal (Else-Werre-Tal) wurde durch den Aue-Gletscher westlich dieses riesigen Sees verhindert. Die sich ausdehnenden Gletscher der Saaleeiszeit erreichten vor etwa 180.000 Jahren ihren Höhepunkt. Im Bereich des heutigen Weserbogens nahmen sie den gesamten Raum ein. Der Rintelner Stausee verschwand. Unter dem Eis formte die Weser einen subglaziären Flusslauf südlich des unter dem inlandeisbedeckten Wiehengebirges. Vermutet wird, dass die Weser subglazial bereits ihren heutigen Lauf zwischen Vlotho und Porta Westfalica ausformte. Nach Abschmelzen der saaleeiszeitlichen Gletscher folgte die Weser aber vermutlich zunächst wieder ihrem voreiszeitlichen Lauf, der sie südlich und parallel zum Wesergebirge von Südosten an die Porta Westfalica führte. Erst später nahm sie den Weg durch ihr saaleeiszeitliches und subglaziär ausgeformte Flussbett, das heute als Großer Weserbogen bekannt ist.

## Seen

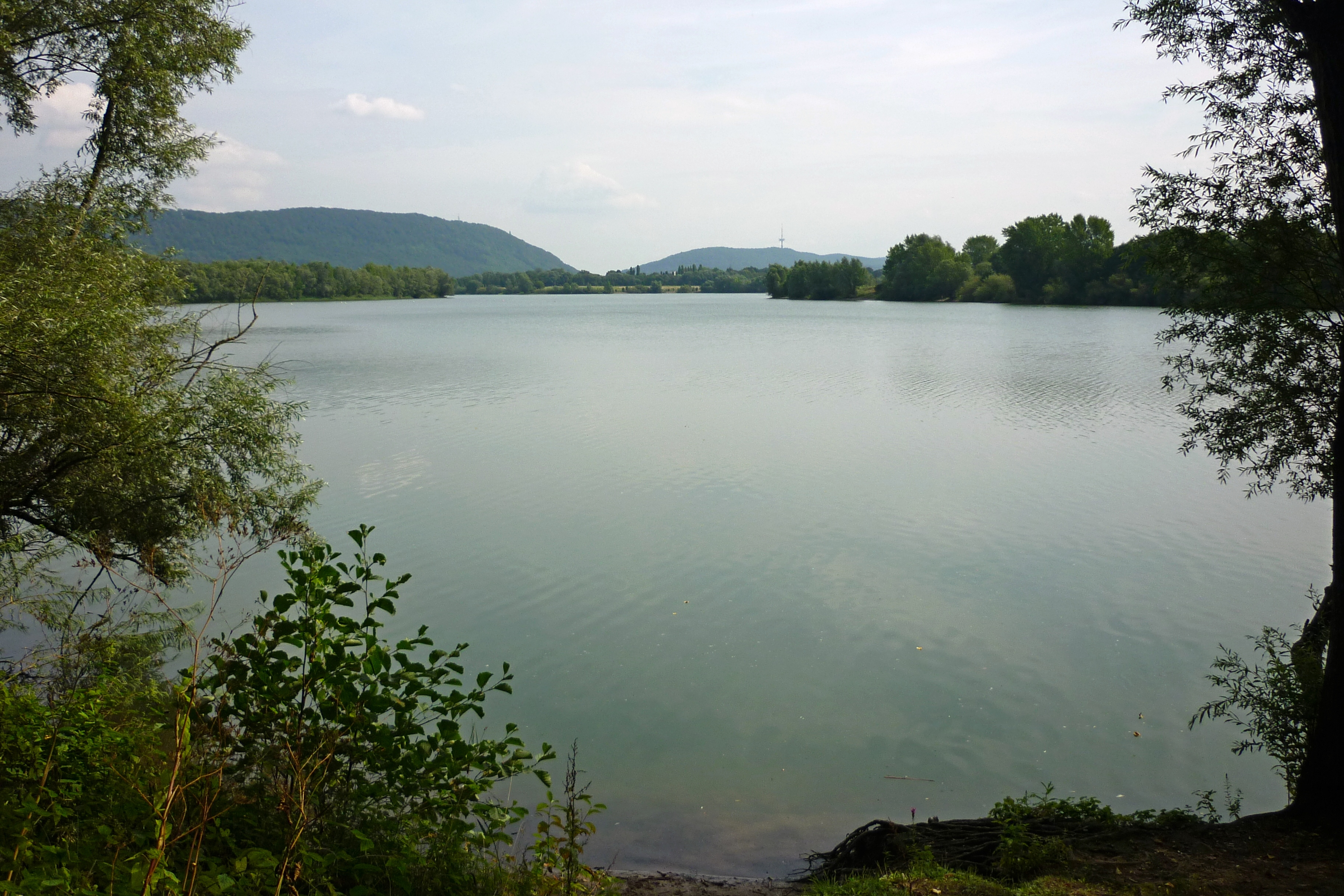
Mittlerer See mit Blick zur Porta Westfalica (links Wiehen-, rechts Wesergebirge)

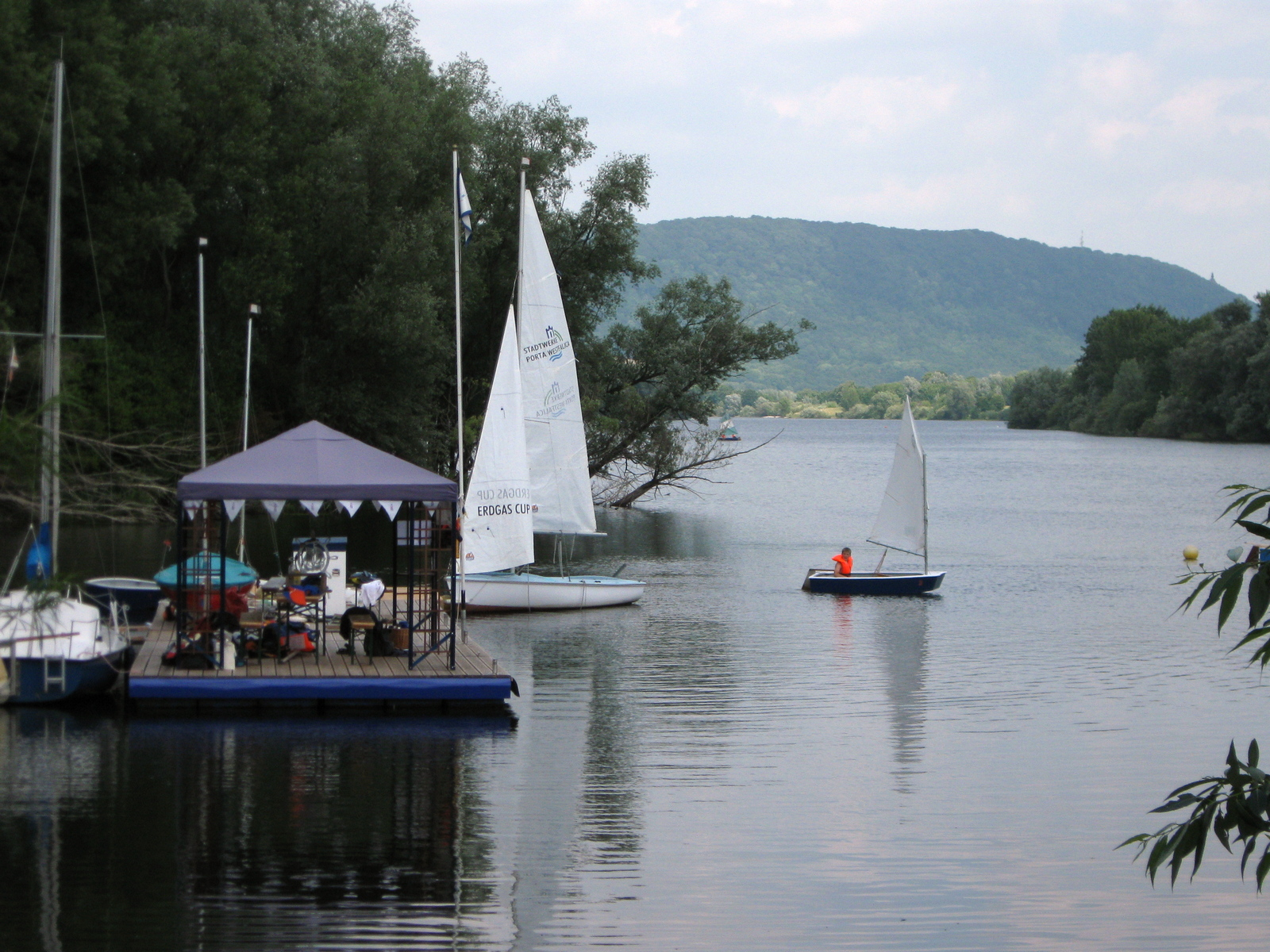
Mittlerer See mit Blick zum Wiehengebirge

Durch den Abbau von Kies entstanden im Weserbogen (meist am östlichen Ufer der Weser) mehrere Seen, die nach Ende des Abbaus teils als Badegewässer genutzt wurden. Die größten davon befinden sich östlich der Werremündung. Sie werden als Südlicher See, Mittlerer See und Alter See bezeichnet und sind untereinander verbunden. Daraus ergibt sich eine Gesamtwasserfläche von rund 90 Hektar. Der Kies und Sand stammt aus den eiszeitlichen von der Weser im Rintelner Becken abgelagerten Sedimenten.

## Kulturelle Bedeutung
Der Weserbogen wird im Weserlied erwähnt. Das Weserlied mit der markanten Textzeile „Wo die Weser einen großen Bogen macht, […] Da ist meine Heimat, da bin ich zu Haus“ ist eine informelle Hymne der Weserregion.

## Freizeitanlage
Großer Weserbogen ist auch die Bezeichnung für eine Freizeit- und Erholungsanlage am Rande der ostwestfälischen Stadt Porta Westfalica in Nordrhein-Westfalen. Die Anlage wird von der Wochenend- und Ferien-Erholungsanlage Großer Weserbogen kommunale GmbH betrieben. Träger sind der Kreis Minden-Lübbecke und die Stadt Porta Westfalica.
In der durch Auskiesung entstandenen Seenlandschaft bestehen für Dauer- und Tagesgäste umfangreiche Sport- und Bademöglichkeiten wie Surfen und Segeln, Tretbootfahren, Paddeln, Kanusport, Angeln und Beach-Volleyball. Am mittleren See befindet sich eine Surf- und Segelschule. Für Ausflüge in die nähere Umgebung setzte jahrzehntelang die über 70 Jahre alte Fähre Amanda die Gäste nach Bad Oeynhausen über. Da der Kapitän in Ruhestand ging und kein Nachfolger gefunden wurde, ist die Fähre seit 2022 bis auf Weiteres außer Betrieb. Für Tagesausflüge bieten sich das Wiehen- und Wesergebirge mit dem Kaiser-Wilhelm-Denkmal, der Flugplatz Porta Westfalica, die Stadt Minden mit dem Wasserstraßenkreuz, die Städte Bad Oeynhausen und Bückeburg, die Westfälische Mühlenstraße und Fahrradtouren auf dem Weserradweg an.

## Verkehrserschließung
Die Weser wird am Großen Weserbogen von zwei Brücken der Bundesautobahn 2 und einer Eisenbahnbrücke überquert. Eine Autobahnbrücke hat zusätzlich einen Fuß- und Radweg. Im Sommer verbindet die Personenfähre „Amanda“ den Stadtteil Rehme von Bad Oeynhausen mit der am rechten Ufer gelegenen Freizeitanlage.

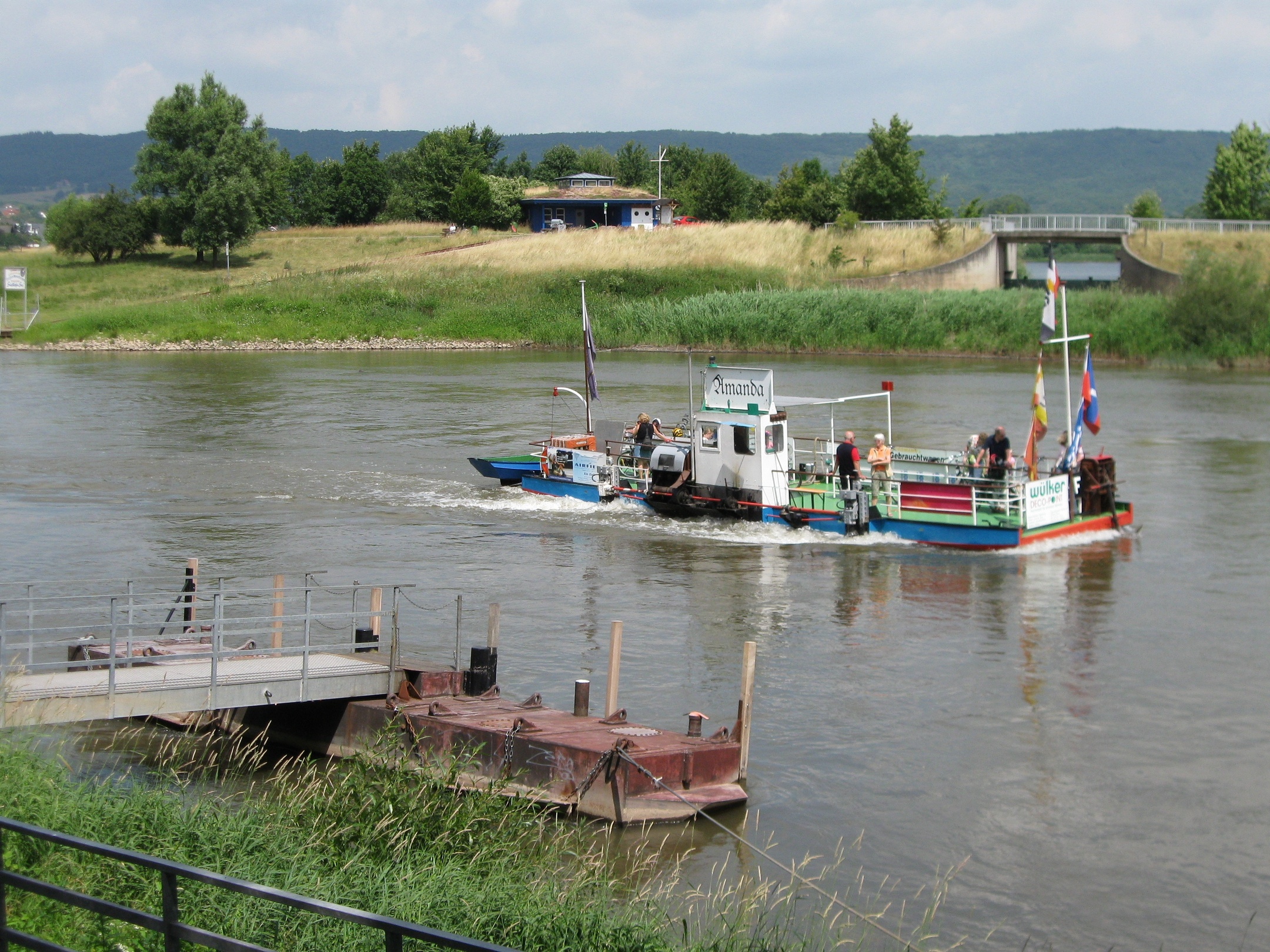
Weserfähre „Amanda“ zwischen dem Großen Weserbogen und Bad Oeynhausen
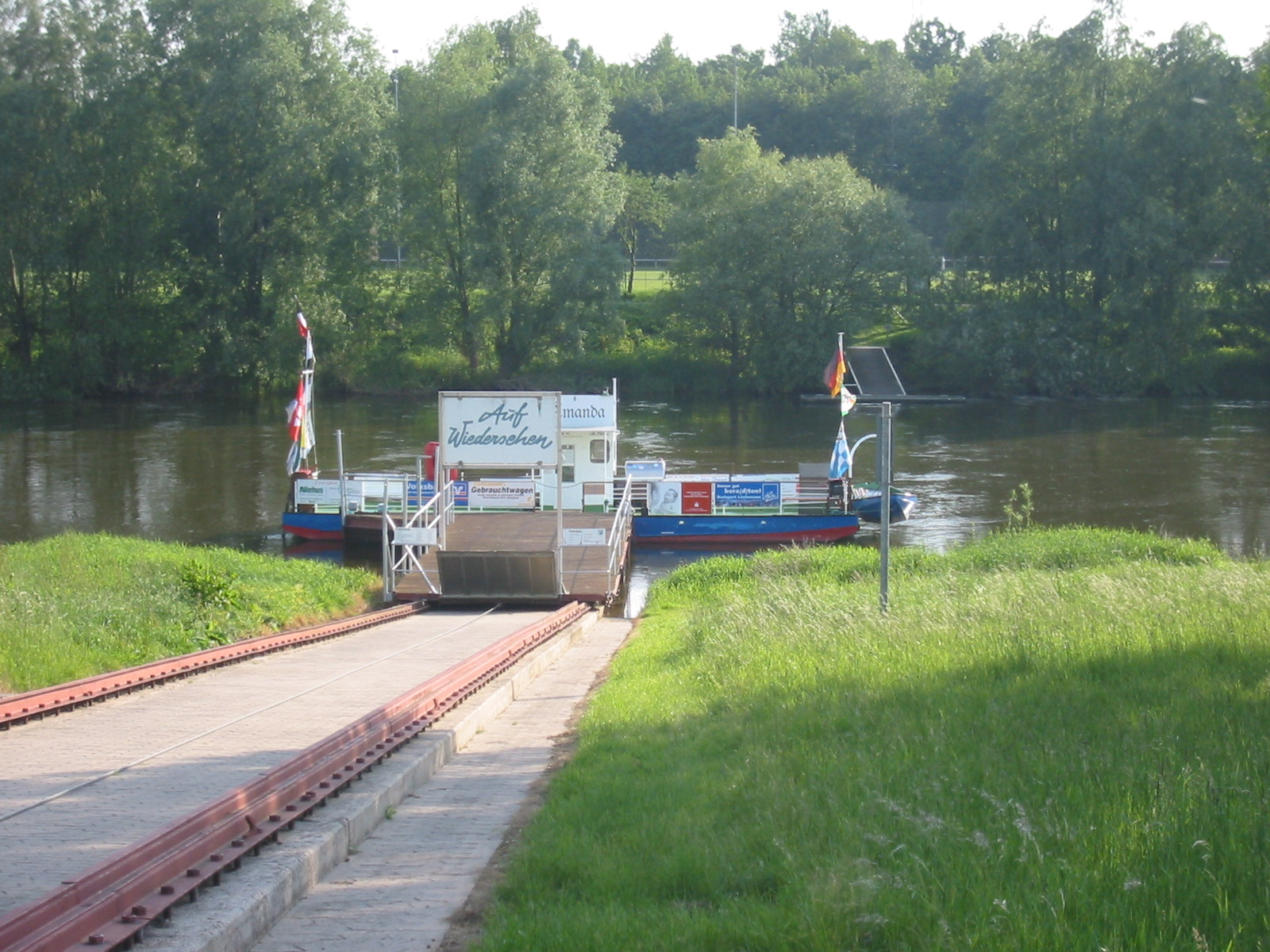
Weserfähre „Amanda“
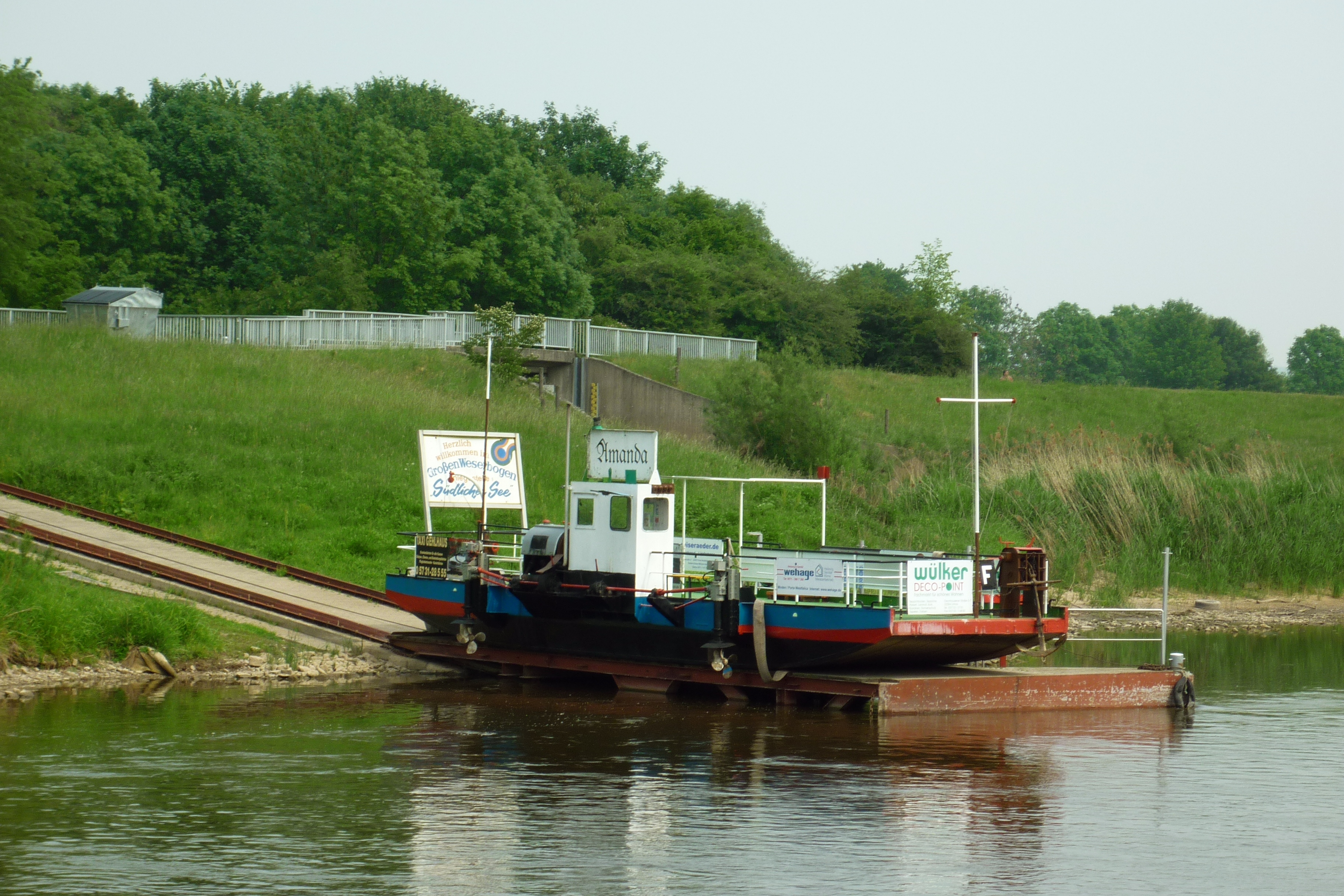
Fähre wegen Niedrigwasser außer Betrieb (Mai 2011). Erkennbar sind zwei Antriebspropeller.
- Überfahrt von Rehme zum Großen Weserbogen